# بيني تايلور
بيني تايلور (بالإنجليزية: Penny Taylor)‏ مواليد 24 مايو 1981 في ملبورن، فيكتوريا، هي لاعبة كرة سلة أسترالية معتزلة بدأت مسيرتها الاحترافية في سنة 1998. تم اختيارها من قبل فريق كليفلاند روكرز خلال الدرافت لعبت مع فريق فينيكس ميركوري في دوري الاتحاد الوطني لكرة السلة النسائية وحملت الرقم 13. يبلغ طولها 6 قدم 1 بوصة (1.9 م). مثلت منتخب بلادها. شاركت في دورة الألعاب الأولمبية الصيفية سنة 2004. حققت المركز الأول في كأس العالم لكرة السلة للسيدات 2006. اعتزلت اللعب في 2016. فازت بلقب دوري المحترفات.

## المسيرة الاحترافية
لعبت مع كليفلاند روكرز من سنة 2001 إلى 2003، ثم لعبت مع فينيكس ميركوري من سنة 2004 إلى 2007، ثم لعبت مع فينيكس ميركوري من سنة 2009 إلى 2011، ثم لعبت مع نادي فنربخشة لكرة السلة للسيدات من سنة 2009 إلى 2013، ثم لعبت مع فينيكس ميركوري في موسم 2013–2014.

## الميداليات
| الميدالية | المسابقة                                            |
| --------- | --------------------------------------------------- |
| فضية      | كرة السلة في الألعاب الأولمبية الصيفية 2004         |
| فضية      | منافسات كرة السلة في الألعاب الأولمبية الصيفية 2008 |
| ذهبية     | كأس العالم لكرة السلة للسيدات 2006                  |
| برونزية   | كأس العالم لكرة السلة للسيدات 2002                  |
| برونزية   | كأس العالم لكرة السلة للسيدات 2014                  |

## روابط خارجية
- بيني تايلور على موقع الاتحاد الدولي لكرة السلة (الإنجليزية)
- بيني تايلور على موقع الاتحاد الوطني لكرة السلة النسائية (الإنجليزية)
- بيني تايلور على موقع كرة السلة الأوروبية.كوم (الإنجليزية)
- بيني تايلور على موقع قاعة مشاهير كرة السلة للسيدات (الإنجليزية)
- بيني تايلور على موقع سبورتس رفرنس (الإنجليزية)
- بيني تايلور على موقع سبورتس رفرنس (الإنجليزية)
- بيني تايلور على موقع اللجنة الأولمبية الدولية (الإنجليزية)
- بيني تايلور على موقع أوليمبيديا (الإنجليزية)
- بيني تايلور على موقع اللجنة الأولمبية الأسترالية (الإنجليزية)